# Nemzeti bocsánatkérés napja

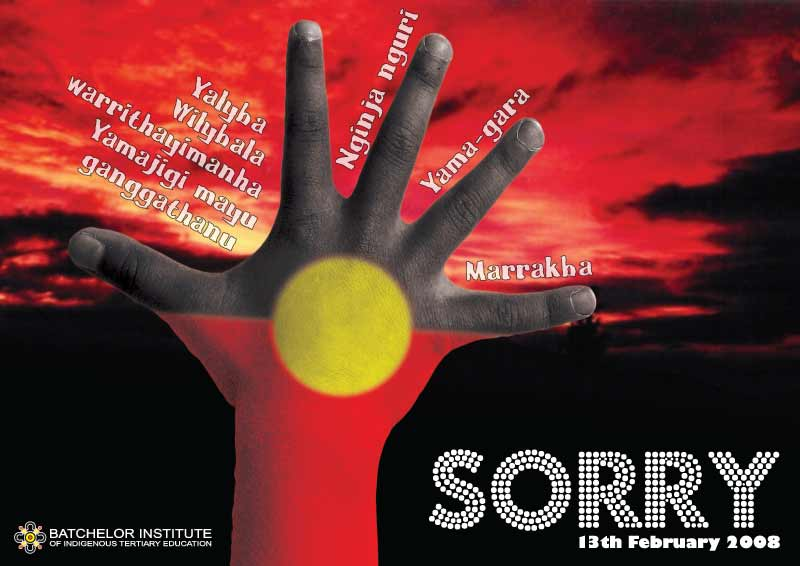
Sorry Day plakát (2008)

A nemzeti bocsánatkérés napja (angolul: National Sorry Day vagy National Day of Healing) 1998 óta minden év május 26-án megtartott esemény Ausztráliában. E napon az ország bennszülött lakosságával való helytelen bánásmódról emlékeznek meg. A 20. század során az ausztrál kormányzatok a bennszülött fiatalokat elvették szüleiktől, hogy integrálják őket a  „fehér” ausztrál társadalomba, ennek eredményeként született meg az úgy nevezett Stolen Generation, azaz az „ellopott generáció”.
Május 26-a fontos szerepkörrel bír az ausztrál őslakos népesség azon részeiben, melyek az ellopott generációhoz tartoznak, úgy mint például a Torres-szoros szigetlakóinak. Az évenként megrendezett Nemzeti bocsánatkérés napjának megemlékezései arra igyekszenek felhívni a törvényhozók, politikusok és a nagyközönség figyelmét, hogy szüntessék meg a gyermekekre, családokra és közösségekre erőltetett, erőszakosan alkalmazott irányelveket és szabályokat.

## Háttere
1997. május 26-án a Bringing Them Home jelentés azt ajánlotta az akkori miniszterelnöknek, hogy kérjen bocsánatot a Stolen Generation tagjaitól. John Howard miniszterelnök visszautasította az ajánlást, mondván, nem iratkozik fel a történelmet a feketék szemszögéből tárgyaló nézetekhez. Kevin Rudd miniszterelnök kormánya 2008 februárjában hivatalosan bocsánatot kért az őslakosoktól.

## Fordítás
Ez a szócikk részben vagy egészben  a   National Sorry Day című angol Wikipédia-szócikk ezen változatának fordításán alapul.  Az eredeti cikk szerkesztőit annak laptörténete sorolja fel. Ez a jelzés csupán a megfogalmazás eredetét és a szerzői jogokat jelzi, nem szolgál a cikkben szereplő információk forrásmegjelöléseként.